# Once Upon a Planet
"Once Upon a Planet" és el novè episodi de la primera temporada de la sèrie de televisió animada de ciència-ficció estatunidenca Star Trek. Es va emetre per primera vegada a la programació de l'NBC dissabte al matí el 3 de novembre de 1973, i va ser escrit pels guionistes Chuck Menville i Len Janson.
Ambientada al segle XXIII, la sèrie va seguir les aventures posteriors de la tripulació de la  nau estel·lar de la Federació Enterprise, continuant de la sèrie original Star Trek. En aquest episodi, la tripulació de l'Enterprise torna a visitar un planeta de "esbarjo" però ràpidament són atacats.

## Argument
La tripulació de la nau estel·lar de la Federació Enterprise torna a visitar un planeta "parc d'atraccions" recordat amb afecte, amb l'esperança de descansar i relaxar-se. Tanmateix, poc després d'aterrar Leonard McCoy és atacat per la Reina de Cors i la tinent Uhura és capturada per l'ordinador mestre del planeta, que s'ha molestat per haver de servir als altres i busca utilitzar l' Enterprise per viatjar per la galàxia a la recerca d'altres ordinadors. En aquest sentit, pren el control de l'ordinador de l' Enterprise i comença a manipular els sistemes de la nau.
A la recerca d'Uhura, un grup d'aterratge descobreix la tomba del cuidador del planeta, que havia supervisat les operacions de la instal·lació. La maquinària sense atenció està construint imatges perilloses a partir dels pensaments dels membres de la tripulació i de la seva pròpia imaginació. Recordant com el planeta va tenir cura de McCoy després de la seva ferida mortal a "Permís a terra", Spock fa que McCoy li injecti melenex per crear l'aparença d'una lesió i així impulsar els sistemes automatitzats del planeta per portar-lo al complex subterrani. El capità Kirk el segueix.
Després d'entrevistar l'ordinador enfadat, Kirk el convenç que la seva noció de servitud és simplista en revelar que, contràriament a la seva suposició, no són esclaus de l' Enterprise. El convenç que el seu millor recurs és reprendre els negocis com sempre, ja que serà recompensat amb el contacte social pels nombrosos convidats atrets per les instal·lacions del planeta i podrà, amb el temps, aprendre tot el que pugui desitjar sense sortir del seu planeta natal.

## Recepció
El 2010, The A.V Club va assenyalar que aquest episodi ajuda a explicar com es va presentar l'exoplaneta a la televisió en l'episodi d'imatge real "Permís a terra" de la sèrie original Star Trek.
El 2016, SyFy va assenyalar que aquest episodi de la presentació d'Uhura per l'actriu Nichelle Nichols, tenia la seva vuitena millor escena a Star Trek.